# Всемирный день борьбы с полиомиелитом

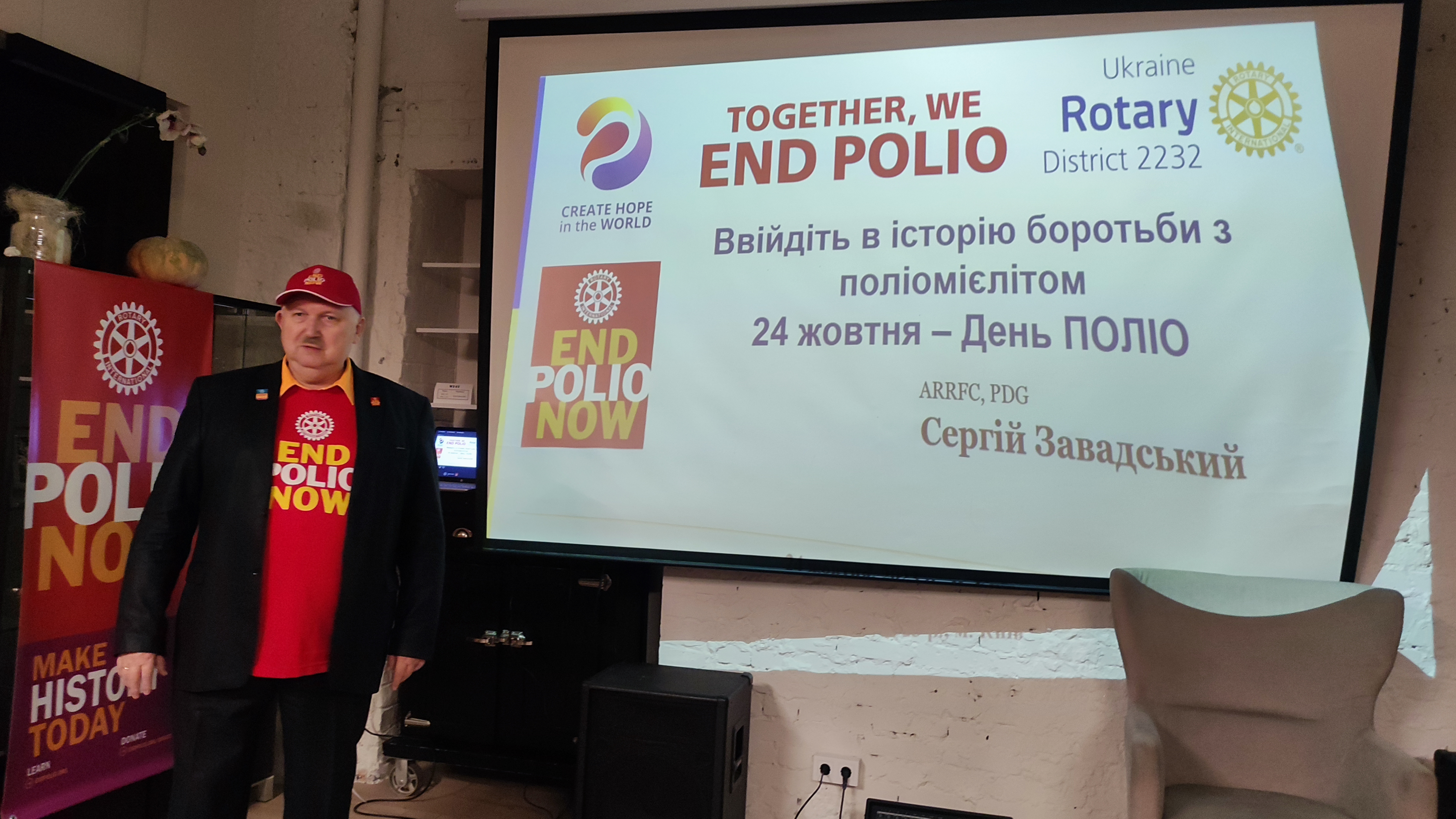
Празднование Всемирного дня борьбы с полиомиелитом ротарийцами в Киеве, октябрь 2023

Всеми́рный день борьбы́ с полиомиели́том (Всемирный день полиомиелита, англ. World Polio Day) был учреждён по инициативе международной неправительственной организации «Ротари Интернешнл» (англ. Rotary International) и отмечается ежегодно 24 октября. Цель мероприятия — привлечь внимание мирового сообщества к проблеме заболеваемости полиомиелитом и его последствиям, а также указать на необходимость проведения своевременных профилактических мер.
Дата мероприятия приурочена ко дню рождения Джонаса Солка (англ. Jonas Edward Salk) — американского эпидемиолога и вирусолога, разработавшего в 1952—1955 годах инактивированную вакцину (ИПВ, англ. IPV) против полиомиелита.
Использование инактивированной (убитой) и оральной (живой) полиомиелитной вакцины (живая вакцина Сэйбина, ОПВ, англ. OPV), разработанной вирусологом Альбертом Сэйбином (англ. Albert Bruce Sabin), привело к созданию в 1988 году Глобальной Инициативы по Ликвидации Полиомиелита (ГИЛП, англ. Global Polio Eradication Initiative, GPEI).
Со времени создания ГИЛП число случаев заболевания уменьшилось более чем на 99 %.